# ۴چن
۴چن (به انگلیسی: 4chan) یک وبگاه انگلیسی زبان برای اشتراک گذاری تصاویر است. این وبگاه در ۱ اکتبر ۲۰۰۳ فعالیت خود را با محتوای اصلی مانگا و انیمه آغاز کرد. مؤسس این سایت کریستوفر موت پول است.
تا تاریخ ۲۰۲۲، ۴چن بیش از ۲۲ میلیون بازدید کننده ماهانه منحصر به فرد داشت که حدود نیمی از آنها از ایالات متحده بودند.
۴چن به‌عنوان همتای غیررسمی به زبان انگلیسی برای کانال تصویری ژاپنی فوتبا ایجاد شد که با نام ۲چن نیز شناخته می‌شود. اولین تابلوهای آن برای ارسال تصاویر و بحث‌های مرتبط با انیمه ایجاد شد. این سایت به عنوان مرکز خرده فرهنگ اینترنتی توصیف شده‌است و جامعه آن در شکل‌گیری و محبوبیت میم‌های اینترنتی برجسته مانند لول‌کت، ریک‌رول کردن، کمیک‌های خشم، ووجاک‌ها، پپه قورباغه و همچنین جنبش‌های هکتیویستی و سیاسی مانند انانیموس و راست‌گرایی آلترناتیو نقش داشته‌است.
کاربران به صورت ناشناس در ۴چن فعالیت می‌کنند و ارتباط زیادی با فرهنگ اینترنت و اکتیویسم دارند. از جملهٔ آنها می‌توان به پروژه چنولوژی اشاره کرد.
گروه‌های ناشناس فعال در این وبگاه بارها مورد توجه رسانه‌ها قرار گرفتند. گاردین به صورت خلاصه کاربران ۴چن را «دیوانه، کودک،... ، باهوش، مسخره و هشدار دهنده» توصیف می‌کند.

## مسدود شدن
در ۲۰ مارس ۲۰۱۹، شرکت مخابراتی استرالیایی تلسترا در واکنش به تیراندازی در مسجد کرایست چرچ، دسترسی میلیون‌ها استرالیایی به ۴چن، ۸چن، زیرو هج و لایو لیک را مسدود کرد. این شرکت تعداد زیادی از ISPهای هر سایتی را که یک نسخه از پخش زنده تیراندازی را میزبانی می‌کرد، از جمله ۴چن مسدود کرد. ISPها شامل اسپارک نیوزلند, وودافون نیوزلند، ووکوس و ۲ درجه بودند.